# Atomyria sarafschanica
Atomyria sarafschanica là một loài bọ cánh cứng trong họ Chrysomelidae. Loài này được Solski miêu tả khoa học năm 1882.